# Герои (сериал)
Вижте пояснителната страница за други значения на Герои.
„Герои“ (на английски: Heroes) е американски фантастичен сериал, създаден от Тим Кринг. Премиерата му се състои по NBC на 25 септември 2006 г. В него се разказва историята на няколко души, които са различни от останалите. Те притежават невероятни способности: телепатия, умение за летене, способност да пътешестват във времето и други. Скоро тези хора разбират, че им е определена главна роля в спасяването на света от катастрофата, която може да се случи и последиците от нея.
Пилотната серия на „Герои“ става най-популярна вечерната програма сред аудиторията между 18 и 49 години, гледана близо от 14,3 милиона зрители и получава най-високия рейтинг за премиерна драма на NBC за последните 5 години.
NBC обявява спирането на сериала на 14 май 2010. Въпреки това има вероятност сюжетните линии да бъдат завършени под формата на минисериал или филм.
Минисериал от 13 епизода, озаглавен „Герои: Възраждане“, започва по NBC на 24 септември 2015 г.

## Персонажи
Главните герои в сериала са дванадесет персонажа, но на страница на сайта NBC има само десет героя. Ленърд Робъртс за първи път се появява в петия епизод и се превръща в един от главните герои. Във втория сезон броят на главните герои се запазва, но има една промяна. Героят на Ленърд Робъртс умира в началото на втория сезон и новият главен персонаж е Мая Херера, изиграна от Дания Родригес. С времето в сериала се появяват и нови герои.

## Актьорски състав

### Първи сезон
- Ноа Бенет (Джак Колман) – приемен баща на Клеър, работи за „Компанията“, всеотдаен баща, който обича семейството си. Безскрупулен човек.
- Клеър Бенет (Хейдън Пенетиър) – момиче от отбора на мажоретките, което живее в град Одеса, Тексас. Има способността да се регенерира мигновено.
- Симон Дево (Тоуни Сайпрес) – собственичка на художествена галерия, продаваща картини на бившия си приятел Айзък Мендес.
- Ди Ел Хоукинс (Ленърд Робъртс) – престъпник, притежаващ дарбата да преминава през твърди предмети.
- Айзък Мендес (Сантяго Кабрера) – художник от Ню Йорк, притежава способността да рисува бъдещето. В началото му е нужно да бъде дрогиран за да може да рисува картини от бъдещето.
- Хиро Накамура (Маси Ока) – програмист от Токио, който има способността да управлява време-пространствения континиуум. Той е убеден, че трябва да спаси света. В края на първия сезон попада в XVII век и се среща с идола си – Такезо Кенсей.
- Мат Паркман (Грег Грънбърг) – полицай от Лос Анджелис. Притежава способността телепатия. Спасява Моли Уокър и след това я осиновява.
- Нейтън Петрели (Ейдриън Паздар) – кандидат за Конгреса от Ню Йорк. Притежава способността Летене. Сериозен човек, брат на Питър и биологичен баща на Клеър, той е представен като суров човек, но в края на първия сезон помага за спасяването на света.
- Питър Петрели (Майло Вентимиля) – бивш болногледач и малкия брат на Нейтън. Има способността да копира способностите на другите герои.
- Ники Сандърс (Али Лартър) – съпруга на Ди Ел. Бивша интернет стриптизьорка от Лас Вегас. Страда от дисоциативно разстройство на личността – понякога тя се превръща в своята мъртва сестра Джесика. Ники притежава свръхчовешка сила.
- Майка Сандърс (Ноа Грей-Кейби) – син на Ди Ел и Ники. Той е вундеркинд и може да управлява електронни уреди с мисълта си.
- Мохиндер Суреш (Сендил Рамамурти) – професор генетик от Мадрас, Индия, който се отправя към Ню Йорк, за да разследва смъртта на баща си и за да открие „специалните“ хора, които са били обект на изследвания от страна на баща му.
- Гейбриъл Грей/Сайлър (Закари Куинто) – сериен убиец телекинетик. Убива други герои и краде техните способности. Вродена способност – чувството да разбира механизма на правилната работа.

Също така в сериала има много второстепенни герои:
- Клод (Кристофър Екелстън) – странен британец със способността да става невидим. За разлика от много други герои, той добре контролира своята способност. Неговото настоящо име е неизвестно, но в откъсите го наричат Клод Рейнс. Като млад е бил помощник на Ноа Бенет.
- Хаитянина (Джими Жан-Луи) – помощникът на Мистър Бенет със способността да изтрива паметта на другите. Също така може да спира способностите на другите. Всички го смятат за ням, но той просто обича да мълчи.
- Едън Маккейн (Нора Зехътнър) – помощничка на Мистър Бенет, която може да убеждава хората да правят неща, които не искат.
- Тед Спраг (Матю Джон Армстронг) – герой със способността да излъчва радиация.
- Кандис Уилмър (Миси Перегрим) – първоначално е помощничка на Ноа Бенет, а след това работи за Линдърман. Притежава способността да генерира илюзии.
- Андо Масахаши (Джеймс Кайсон Ли) – програмист от Токио и приятел на Хиро. Помага Хиро да предотврати взрива в Ню Йорк.
- Г-н Линдърман (Малкълм Макдауъл) – странен филантроп, които в крайна сметка се оказва, че подготвя извършването на взрива в Ню Йорк. Един от 12-те в „Компанията“.
- Анджела Петрели (Кристина Роуз) – майка на Питър и Нейтън Петрели. Съучастничка на г-н Линдерман. Една от 12-те в „Компанията“.

## „Герои“ в България
В България сериалът започва излъчване на 27 февруари 2008 г. по Нова телевизия, всеки делничен ден от 21:00, през третата си седмица от вторник до петък, от четвъртата всеки вторник и четвъртък от 20:00, а от осмата всяка събота от 20:00. Първият сезон завършва на 3 май 2008 г. На 11 май 2009 г. започва вторият сезон с разписание от понеделник до четвъртък от 23:15. Той завършва на 27 май. На 24 октомври започват повторенията на първия сезон, всяка събота от 23:45 по два епизода един след друг. От 5 декември се излъчва от 23:00. След излъчването на първите осемнайсет епизода излъчването продължава на 9 януари 2010 г. и завършва на 16 и 17 януари с последните три епизода. На 26 януари 2011 г. започват повторенията на втория сезон с разписание от сряда до събота от 01:45. На 8 март 2012 г. започва третият сезон, всеки делник от 23:30 и завършва на 11 април. На 12 април започва четвъртият сезон. На 30 април няма епизод. Последният епизод е излъчен на 9 май. На 24 юли започва повторно третият сезон, всеки делник от 23:30. От следващата седмица разписанието му е от вторник до събота от 00:15, а от 6 август от 01:30 и след петнайсет епизода е временно спрян. В края на месеца са пуснати двойки епизоди след полунощ за запълване на времето, а от 3 до 8 септември са излъчени останалите от 01:30. Дублажът е на „Арс Диджитал Студио“, чието име се споменава от осми епизод на втория сезон. Ролите се озвучават от артистите Елена Русалиева, Татяна Захова, Борис Чернев до седми епизод на втория сезон, Георги Георгиев – Гого в трети и четвърти, Симеон Владов и Николай Николов.
На 21 юли 2010 г. започва повторно излъчване по bTV Cinema със субтитри на български, всеки делник от 22:00 с повторение от 13:00. Веднага след първия сезон започва вторият, който завършва през септември.
През юни 2014 г. започва повторно по TV7 от вторник до събота от 00:00. Излъчването приключва през септември с края на третия сезон. На 9 декември започва наново, всеки делник от 23:30 и приключва на 11 март 2015 г. отново с третия сезон. Дублажът е записан наново, а артистите са същите. В първия и втория сезон мястото на покойния Борис Чернев е поето от Георги Георгиев – Гого, който го замества в третия и четвъртия сезон в дублажа на „Арс Диджитал Студио“.